# Quello che le donne (non) dicono
Quello che le donne (non) dicono è stato un programma televisivo italiano, in onda dal 23 febbraio al 15 maggio 2015 sull'emittente televisiva Agon Channel Italia, con la conduzione di Monica Setta.

## Il programma
Di genere talk-show, il programma andava in onda dal lunedì al venerdì dalle 13:00 alle 14:00 circa. In ogni puntata la conduttrice intervistava in contemporanea due donne del mondo dello spettacolo per circa un'ora, creando un confronto tra due personalità, storie personali e percorsi professionali differenti.
Le repliche delle puntate sono andate in onda per tutta l'estate 2015 nella fascia oraria del preserale, alle ore 19.

## Puntate e ospiti
| Puntata | Messa in onda | Ospiti                                        |
| ------- | ------------- | --------------------------------------------- |
| 1       | 23 febbraio   | Fanny Cadeo e Alessandra Mussolini            |
| 2       | 24 febbraio   | Livia Turco e Claudia Zanella                 |
| 3       | 25 febbraio   | Ramona Badescu e Annalisa Minetti             |
| 4       | 26 febbraio   | Giada Agasucci e Matilde Brandi               |
| 5       | 27 febbraio   | Rosanna Banfi e Corinne Cléry                 |
| 6       | 2 marzo       | Rita dalla Chiesa ed Elisabetta Ferracini     |
| 7       | 3 marzo       | Eliana Miglio e Stefania Pezzopane            |
| 8       | 4 marzo       | Isabelle Adriani e Flavia Vento               |
| 9       | 5 marzo       | Maria Rosaria Omaggio e Elena Russo           |
| 10      | 6 marzo       | Tiziana Stefanelli e Rosanna Vaudetti         |
| 11      | 9 marzo       | Rosanna Lambertucci e Isabella Rauti          |
| 12      | 10 marzo      | Federica Fornabaio e Cinzia Leone             |
| 13      | 11 marzo      | Patrizia De Blanck e Sabina Stilo             |
| 14      | 12 marzo      | Daniela Poggi e Alice Torriani                |
| 15      | 13 marzo      | Simona Sparaco e Tiziana Stefanelli           |
| 16      | 16 marzo      | Enrica Bonaccorti e Paola Lucidi              |
| 17      | 17 marzo      | Simona Borioni e Didi Leoni                   |
| 18      | 18 marzo      | Stefania Orlando e Sara Ricci                 |
| 19      | 19 marzo      | Elisabetta Cavallotti e Veronica Maya         |
| 20      | 20 marzo      | Anna Ammirati e Euridice Axen                 |
| 21      | 23 marzo      | Clara Alonso e Anna Falchi                    |
| 22      | 24 marzo      | Elsa Di Gati e Vladimir Luxuria               |
| 23      | 25 marzo      | Carolina Rey e Nadia Rinaldi                  |
| 24      | 26 marzo      | Paola Tiziana Cruciani e Marina Ripa di Meana |
| 25      | 27 marzo      | Michela Andreozzi e Adriana Volpe             |
| 26      | 30 marzo      | Stella Giorlandini e Simona Izzo              |
| 27      | 31 marzo      | Carmen Russo e Serena Rossi                   |
| 28      | 1º aprile     | Nadia Bengala e Gegia                         |
| 29      | 2 aprile      | Rosanna Cancellieri e Rosa Pianeta            |
| 30      | 3 aprile      | Laura Lattuada e Pamela Villoresi             |
| 31      | 6 aprile      | Ilaria Moscato e Daniela Santanchè            |
| 32      | 7 aprile      | Linda Batista e Fioretta Mari                 |
| 33      | 8 aprile      | Vittoria Schisano e Angela Tuccia             |
| 34      | 9 aprile      | Emanuela Aureli e Karin Proia                 |
| 35      | 10 aprile     | Barbara Foria e Francesca Rettondini          |
| 36      | 13 aprile     | Michaela Biancofiore e Rita dalla Chiesa      |
| 37      | 14 aprile     | Carolina Benvenga e Roberta Scardola          |
| 38      | 15 aprile     | Alessandra Appiano e Isabel Russinova         |
| 39      | 16 aprile     | Marina Occhiena e Mirka Viola                 |
| 40      | 17 aprile     | Clizia Fornasier ed Eleonora Gaggioli         |
| 41      | 20 aprile     | Daniela Del Secco D'Aragona e Rita Forte      |
| 42      | 21 aprile     | Piera Degli Esposti e Demetra Hampton         |
| 43      | 22 aprile     | Angela Melillo e Fabrizia Sacchi              |
| 44      | 23 aprile     | Carmen Lasorella e Alessia Ventura            |
| 45      | 24 aprile     | Carmen Di Pietro e Galatea Ranzi              |
| 46      | 27 aprile     | Lory Del Santo e Natalia Titova               |
| 47      | 28 aprile     | Chiara Conti e Francesca Nardi                |
| 48      | 29 aprile     | Stefania Orlando e Sara Zanier                |
| 49      | 30 aprile     | Milena Miconi e Giovanna Rei                  |
| 50      | 1º maggio     | Livia Turco e Donatella Visconti              |
| 51      | 4 maggio      | Francesca Barra e Giorgia Würth               |
| 52      | 5 maggio      | Manuela Di Centa e Irene Ferri                |
| 53      | 6 maggio      | Antonella Mosetti e Micol Olivieri            |
| 54      | 7 maggio      | Mariolina Cannuli e Giada Desideri            |
| 55      | 8 maggio      | Alessia Reato ed Elisabetta Rocchetti         |
| 56      | 11 maggio     | Marina Fiordaliso e Nina Soldano              |
| 57      | 12 maggio     | Hoara Borselli e Laura Barriales              |
| 58      | 13 maggio     | Paola Caovilla e Vanessa Foglia               |
| 59      | 14 maggio     | Fanny Cadeo e Sarah Zappulla Muscarà          |
| 60      | 15 maggio     | Rita dalla Chiesa e Federica Peluffo          |